# Stacyville (Maine)
Stacyville ist eine Town im Penobscot County des Bundesstaates Maine in den Vereinigten Staaten. Im Jahr 2020 lebten dort 380 Einwohner in 204 Haushalten auf einer Fläche von 102,41 km².

## Geografie
Nach dem United States Census Bureau hat Stacyville eine Gesamtfläche von 102,41 km², von der 102,38 km² Land sind und 0,03 km² aus Gewässern bestehen.

### Geografische Lage
Stacyville liegt im Nordosten des Penobscot Countys und grenzt an das Aroostook County. Mehrere kleinere Flüsse durchfließen das Gebiet von Stacyville, es befinden sich keine Seen oder höhere Erhebungen auf dem Gebiet der Town.

### Nachbargemeinden
Alle Entfernungen sind als Luftlinien zwischen den offiziellen Koordinaten der Orte aus der Volkszählung 2010 angegeben.
- Norden: Patten, 10,6 km
- Nordosten: Crystal, Aroostook County, 14,7 km
- Osten: Sherman, Aroostook County, 15,1 km
- Süden und Westen: North Penobscot, Unorganized Territory, 15,6 km

### Stadtgliederung
In Stacyville gibt es drei Siedlungsgebiete: Stacyville, Sherman Station und Siberia.

### Klima
Die mittlere Durchschnittstemperatur in Stacyville liegt zwischen −11,1 °C (12 °Fahrenheit) im Januar und 20,0 °C (68 °Fahrenheit) im Juli. Damit ist der Ort gegenüber dem langjährigen Mittel der USA um etwa 9 Grad kühler. Die Schneefälle zwischen Oktober und Mai liegen mit bis zu zweieinhalb Metern mehr als doppelt so hoch wie die mittlere Schneehöhe in den USA; die tägliche Sonnenscheindauer liegt am unteren Rand des Wertespektrums der USA.

## Geschichte
Stacyville wurde am 21. Juli 1860 als Town organisiert. Zuvor war das Gebiet als Township No. 3, Sixth Range West of the Easterly Line of the State (T3 R6 WELS) bekannt. In den Jahren 1883 und 1895 wurde die Organisation bestätigt.

### Einwohnerentwicklung
| Volkszählungsergebnisse – Town of Stacyville, Maine | Volkszählungsergebnisse – Town of Stacyville, Maine | Volkszählungsergebnisse – Town of Stacyville, Maine | Volkszählungsergebnisse – Town of Stacyville, Maine | Volkszählungsergebnisse – Town of Stacyville, Maine | Volkszählungsergebnisse – Town of Stacyville, Maine | Volkszählungsergebnisse – Town of Stacyville, Maine | Volkszählungsergebnisse – Town of Stacyville, Maine | Volkszählungsergebnisse – Town of Stacyville, Maine | Volkszählungsergebnisse – Town of Stacyville, Maine | Volkszählungsergebnisse – Town of Stacyville, Maine |
| Jahr                                                | 1800                                                | 1810                                                | 1820                                                | 1830                                                | 1840                                                | 1850                                                | 1860                                                | 1870                                                | 1880                                                | 1890                                                |
| --------------------------------------------------- | --------------------------------------------------- | --------------------------------------------------- | --------------------------------------------------- | --------------------------------------------------- | --------------------------------------------------- | --------------------------------------------------- | --------------------------------------------------- | --------------------------------------------------- | --------------------------------------------------- | --------------------------------------------------- |
| Einwohner                                           |                                                     |                                                     |                                                     |                                                     |                                                     |                                                     |                                                     | 138                                                 | 184                                                 | 250                                                 |
| Jahr                                                | 1900                                                | 1910                                                | 1920                                                | 1930                                                | 1940                                                | 1950                                                | 1960                                                | 1970                                                | 1980                                                | 1990                                                |
| Einwohner                                           | 347                                                 | 577                                                 | 583                                                 | 600                                                 | 717                                                 | 679                                                 | 673                                                 | 547                                                 | 554                                                 | 480                                                 |
| Jahr                                                | 2000                                                | 2010                                                | 2020                                                | 2030                                                | 2040                                                | 2050                                                | 2060                                                | 2070                                                | 2080                                                | 2090                                                |
| Einwohner                                           | 405                                                 | 396                                                 | 380                                                 |                                                     |                                                     |                                                     |                                                     |                                                     |                                                     |                                                     |

## Wirtschaft und Infrastruktur

### Verkehr
Durch Stacyville verläuft die Maine State Route 11. Die  Interstate 95 berührt im Südosten das Gebiet von Stacyville.

### Öffentliche Einrichtungen
In Stacyville gibt es keine medizinische Einrichtung, die nächstgelegene befindet sich in Patten.
Stacyville hat keine eigene Bücherei. Die nächstgelegenen befinden sich in Patten, Island Falls und Sherman.

### Bildung
Stacyville gehört mit Crystal, Dyer Brook, Hersey, Island Falls, Merrill, Moro Plantation, Mount Chase, Oakfield, Patten, Sherman und Smyrna zur Regional School Unit 50.
Folgende Schulen stehen den Schülerinnen und Schülern zur Verfügung:
- Katahdin Elementary School (PK-6) in Stacyville
- Katahdin Middle / High School (7–12) in Stacyville
- Southern Aroostook Community Schools (PK-12) in Dyer Brook